# Ferenc Molnár

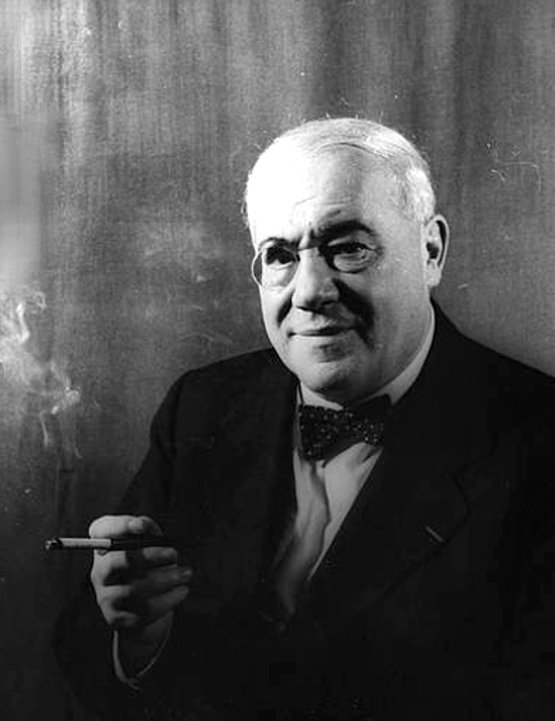
Ferenc Molnár am 16. Februar 1941; Fotografie von Carl van Vechten

Ferenc Molnár [ˈfɛrɛnʦ ˈmolnaːr] (deutsch auch Franz Molnar; eigentlich Ferenc Neumann; * 12. Januar 1878 in Budapest, Österreich-Ungarn; † 1. April 1952 in New York City) war ein ungarischer Schriftsteller und Journalist. Er gilt neben István Örkény als einer der bedeutendsten ungarischen Dramatiker des 20. Jahrhunderts. Sein bekanntestes Werk ist das Theaterstück Liliom (1909).

## Leben
Vielfach wurde angenommen, dass Ferenc Molnárs Leben der Öffentlichkeit bekannt sei und den Bohemiens in den Kaffeehäusern Gesprächsstoff zur Diskussion und Belustigung lieferte. Tatsächlich aber war über seine Kindheit und Jugend wenig bekannt, und für Jahrzehnte lehnte Molnár es ab, seine Biografie zu schreiben. Wenn der Autor um Auskunft über seine frühen Jahre gebeten wurde, erzählte er immer eine witzige Anekdote oder eine sarkastische Darstellung einer gewöhnlichen Begebenheit aus seiner Kindheit. Schließlich gab er aber dem Druck nach und schrieb 1925 im Vorwort zu einem seiner Bücher eine „Selbstbiographie“:
1878 wurde ich in Budapest geboren; 1896 wurde ich Student der Rechte in Genf; 1896 wurde ich Journalist in Budapest; 1897 schrieb ich eine Kurzgeschichte; 1900 schrieb ich eine Novelle; 1902 wurde ich in meiner Heimat ein Bühnenschriftsteller; 1908 wurde ich ein Bühnenschriftsteller im Ausland; 1914 wurde ich ein Kriegskorrespondent; 1916 wurde ich erneut Bühnenschriftsteller; im Jahr 1918 wurde mein Haar schlohweiß; im Jahr 1925 sollte ich wieder ein Student der Rechte in Genf werden.
Diese Aufzählung biografischer Marksteine fasst den meteorhaften Aufstieg seiner künstlerischen Laufbahn knapp zusammen.

### Frühe Jahre, 1878–1920
Ferenc Molnár, zweiter Sohn des Mór Neumann, eines jüdischen Arztes, wurde am 12. Januar 1878 in Budapest geboren. (László, der von den Eltern vorgezogene Sohn, starb ein Jahr vor Ferenc’ Geburt.) Seine Mutter, Jozefa Wallfisch, war eine zarte, wortkarge, häufig bettlägerige Frau. Sie starb 1898. Sein Vater, ein bekannter Internist, hatte wenig Zeit für seinen Sohn. Tagsüber war er in seiner Praxis beschäftigt, die Nächte verbrachte er in Casinos und Kaffeehäusern.
Der Haushalt war großzügig, aber düster. Eine von Krankheit getragene Stimmung verbreitete sich in den dunklen Räumen. Es war keine freundliche Atmosphäre für den lebhaften und frühreifen Ferenc, der unaufhörlich angehalten wurde, ruhig zu sein. „Nach meiner Geburt gibt es eine fünfjährige Lücke“, schrieb Molnár in seinem autobiographischen Abriss. Die übertriebene Angst vor Tod und Krankheit, die Molnár sein ganzes Leben zeigte, dürfte auf die frühen Jahre zurückzuführen sein.
Die Geburt seiner Schwester Erzsébet im Jahre 1881, bedeutete keine nennenswerte Veränderung in seinem Leben. Die übermäßige Frustration Ferenc’ wurde weiter verschärft durch seine Hauslehrer. Für einige Jahre ließ Neumann – wie es in aristokratischen Familien üblich war – seine Kinder zu Hause unterrichten. Seine lebenslang andauernde leidenschaftliche Liebe zur Literatur begann im frühen Alter mit dem Lesenlernen.
1887 trat er in das Calvinistische Gymnasium ein. Unter seinen Lehrern beeinflusste ihn besonders Ferenc Baráth, der ihn drängte, fremde Sprachen zu lernen, indem er den Schülern Erzählungen fremder Kulturen nahebrachte. Molnár war derart beeindruckt, dass er begann, Finnisch zu lernen. Mit 14 begründete er eine – handgeschriebene – Zeitschrift mit dem Namen Haladás (‚Fortschritt‘). Vier Abschriften wurden davon verkauft. Wenige Monate später lancierte er eine andere Publikation Életképek, die – diesmal in gedruckter Form – eine Auflage von 20 Exemplaren erreichte. Als ihm das Zeitungsgeschäft nicht mehr einträglich schien, fertigte er seine erste dramatische Arbeit. Kék barlang („Blaue Höhle“), von ihm selbst inszeniert, wurde im Hauskeller eines Freundes aufgeführt. Es ist ein Stück über Alchemie. Die wichtigsten Requisiten, blaue Flaschen, hatte Ferenc Molnár aus dem Labor seines Vaters gestohlen. Die flackernden Kerzen in den Flaschen tauchten die Bühne in ein unheimliches blaues Licht. Die Aufführung muss sehr umstritten gewesen sein, da Molnár darüber berichtet: „Es endete in einem Tumult, weswegen mein nächstes Stück für ein Jahrzehnt brachlag, bis das Comedy Theater von Budapest beschloss, es zu spielen.“
Nach Abschluss der höheren Schulbildung im Jahre 1895 schrieb Ferenc sich an der Universität Budapest ein, um Recht zu studieren. Seit jener Zeit besuchte er regelmäßig das „Central Café“, zunächst um seine Aufgaben zu machen. Als er dort mehr Zeit als in den Hörsälen verbrachte, wurde er von seinem Vater nach Genf geschickt, um seine juristischen Studien fortzusetzen. Während der zwei Semester an der dortigen Universität folgte er dem Rat eines Familienfreundes, Péter Heim: Er begann, Reportagen und Berichte zu schreiben und diese nach Ungarn an verschiedene Zeitungen zu schicken. Dabei entstand auch die kurze Novelle Magdolna. Um sein Französisch zu verbessern und einige neue Stücke zu sehen, ging er nach Paris. Die modernen Boulevard-Komödien von Bernstein, Bataille, Capus und anderer beeinflussten später stark den Stil seiner Dramen. Zum Entsetzen seiner Familie kehrte Ferenc Molnár plötzlich nach Budapest zurück. Dort begann er professionell zu schreiben und änderte seinen Namen vom deutschen Neumann in das ungarische Molnár (deutsch: Müller). Seitdem seine Artikel aus Genf Anklang gefunden hatten, gab er seine rechtlichen Studien und eine mögliche juristische Laufbahn 1896 auf und wurde Journalist.
Als Journalist berichtete er für mehrere Zeitungen über verschiedene Themen, vor allem über Gerichtsprozesse für Vészis Budapesti Napló. Bei den Verhandlungen wurde er vertraut mit den Sorgen der besseren Gesellschaft und denen der unteren Klasse. Sein metaphorischer, farbiger Stil erregte sogleich die Aufmerksamkeit der Leser.
Zugleich versuchte er sich auch in einem anderen Metier. Sein erster Roman, Az éhes város (‚Die hungrige Stadt‘), erschien 1901. Dieser ist eine vernichtende Anklageschrift geldhungriger Politiker und sozialer Aufsteiger. Molnár porträtierte die bedingungslose Hingabe der Hauptstadt an einen ehrgeizigen Mann, der aus dem Ausland als Multimillionär in seine Heimat zurückkommt. Diese schonungslose Entlarvung der teuflischen Wirkung des Geldes – geschildert aus der Sicht eines jungen, idealistischen Zeitungsjournalisten – zog erhebliche Aufmerksamkeit auf sich und machte Molnárs Namen populär. Im folgenden Jahr fing er an, für das Theater zu schreiben – und wurde damit schließlich weltberühmt.
Die meisten der frühen Stücke waren Nebenprodukte seiner journalistischen Arbeit. Diese Dramen begannen mit impressionistischen Skizzen, Zufallsszenen und Chroniken, die täglich für die Zeitungen geschrieben wurden. Dass sie in einem Stück Platz finden konnten, war ungewöhnlich. Mehrere seiner Zeitungsartikel bestanden aus zufällig mitgehörten oder vorgestellten Dialogen. Aus solchen Fragmenten bestand auch sein erstes Stück, A doctor úr („Der Rechtsanwalt“), eine Farce im Stil französischer Komödien. Sein nächstes Lustspiel, Józsi, das zwei Jahre später aufgeführt wurde, wurde als Folge von Dialogen veröffentlicht, deren Protagonist ein anrüchiger Bursche war: eine dramatische Umsetzung von Zeitungssketchen über ein verzogenes, reiches Kind. Während dieser Zeit veröffentlichte Molnár mindestens einen Band (vielleicht aber auch zwei) mit Kurzgeschichten, Essays und Dialogen. Sein Ruhm wuchs schnell.
Sein Charme und sein Witz, aber ebenso seine berüchtigten Liebesaffären, machten ihn bald zum Lieblingsautor des Bürgertums und zum Idol der literarischen Zirkel, die in den Kaffeehäusern verkehrten. 1906 wurde er zum Redaktionsmitglied der Budapesti Napló befördert. Chefredakteur József Vészi war einer der einflussreichsten Journalisten Ungarns. Molnár bewunderte ihn. Vészi liebte es, zu seinen zahlreichen Partys junge Intellektuelle einzuladen, denn er hatte vier hochgebildete Töchter. Molnár brauchte nicht lange, um sich für die sechzehnjährige Margit zu entscheiden. Sie galt als schön und talentiert und erregte als Schriftstellerin und Künstlerin Aufsehen. Margit Vészi hatte viele Verehrer. Molnár hatte bei seinem Werben keineswegs Eile, und sie war sehr geduldig – trotz ihrer Impulsivität und Verwöhntheit. Molnár brauchte sechs Jahre für diesen Schritt.
Die Heirat von Molnár und Margit Vészi war 1906 ein großes gesellschaftliches Ereignis. Ihre Tochter, Márta, wurde im folgenden Jahr geboren, aber zu der Zeit war die Ehe bereits zerstört. Die verbalen Kämpfe zwischen ihnen nahmen an Stärke zu und – wie berichtet wird – auch die körperlichen. Die Trennung vollzog sich schnell.
Molnárs Grübeln über den ehelichen Schiffbruch war nicht von Dauer. Wenige Monate nach der Trennung ging er ein Verhältnis mit Irén Varsányi ein, Ungarns bedeutendster Schauspielerin und Frau des wohlhabenden Fabrikanten Illés Szécsi. Molnár schrieb für sie Az ördög („Der Teufel“), ein Stück, worin eine Schauspielerin aufgefordert wird, ihren langweiligen Ehemann zu verlassen. Das Drama wurde 1907 uraufgeführt und bescherte Molnár internationalen Ruhm und die Mitgliedschaft in der exklusiven „Petöfi Gesellschaft“. Nach dem Duell mit dem eifersüchtigen Szécsi erhielt Molnár eine zweiwöchige Gefängnisstrafe.
1906 schrieb Molnár drei Bücher, darunter den Jugendroman A Pál-utcai Fiúk (Die Jungen von der Paulstraße), welcher die sozialen Probleme der Budapester Jugend anhand einer Jugendgang realistisch beschreibt. Kurz nach dem Tod seines Vaters im Jahre 1908 vollendete Molnár seine Sammlung von Kurzgeschichten mit dem Titel Muzsika („Musik“).
Molnárs größter internationaler Erfolg war die „Vorstadtlegende“ Liliom, ein Theaterstück, das die Erlebnisse eines Budapester Karussell-Ausrufers darstellt. Obwohl die Uraufführung in Budapest 1909 bei Publikum und Kritik durchfiel, folgten nach der deutschsprachigen Erstaufführung in Wien 1912 (Theater in der Josefstadt, Übersetzung: Alfred Polgar) weitere Inszenierungen an zahlreichen deutschsprachigen Theatern. Liliom wurde 1934 von Fritz Lang verfilmt und diente 1945 Rodgers und Hammerstein als Vorlage für das erfolgreiche Broadway-Musical Carousel.
Nachdem er mit Liliom versucht hatte, seine zornige Frau zu besänftigen, indem er sie darin in der Rolle der Juli porträtierte, ging er in Der Gardeoffizier und in Der Wolf dazu über, die Kompliziertheit seiner Affäre mit Irén Varsányi aufzudecken und zu erläutern. Die Liaison zwischen der gefeierten Schauspielerin und ihrem gleichfalls berühmten Liebhaber war der Stadtklatsch von Budapest. Immer wenn die Liebenden ein gemeinsames Treffen arrangierten, erkrankte Varsányis junge Tochter plötzlich schwer. Von Schuld übermannt, kehrte die Mutter schließlich zu ihrer Familie zurück, und die Affäre endete abrupt. Der verlassene Dramatiker fiel, da er nicht gewohnt war, zurückgewiesen zu werden, in tiefe Depressionen, begann zu trinken und unternahm einen Suizidversuch. Während seiner Genesung setzte Molnár sein Schreiben fort. Langsam wurde er zur Legende. Seine Produktivität war beträchtlich. Von 1910 bis 1914 erschienen vier Bände mit gesammelten Essays und Feuilletonbeiträgen, außerdem seine Übersetzungen von über 30 französischen Stücken – vor allem die Komödien von Robert de Flers, Armand de Caillavet und Pierre de Marivaux.
Das Jahr des Ersten Weltkrieges erlebte Molnár in der österreichisch-ungarischen Armee an der Front. Dorthin hatte ihn sein Freund Andor Miklós geschickt, der Herausgeber des Az Est („Der Abend“), einer populären Tageszeitung, die er und Molnár 1910 gegründet hatten. Molnárs lebendige Kriegsberichterstattung zeigte erneut sein journalistisches Talent. Die Berichte aus Galizien wurden regelmäßig auch in der London Morning Post und der New York Times veröffentlicht und erschienen 1916 gesammelt in Buchform in zwei Bänden unter dem Titel Egy haditudósitó („Kriegstagebuch eines Korrespondenten“).
Molnár erhielt das Offizierskreuz des Franz-Joseph-Ordens vom Kaiser verliehen.
Die Aufführung seines neuen Stückes, A fehér felhö („Die Weiße Wolke“), das er im Armeequartier geschrieben hatte, brachte ihm den Voinits Preis, Ungarns „Tony“, und die Mitgliedschaft in der Kisfaludy-Gesellschaft, einer exklusiven literarischen Vereinigung.

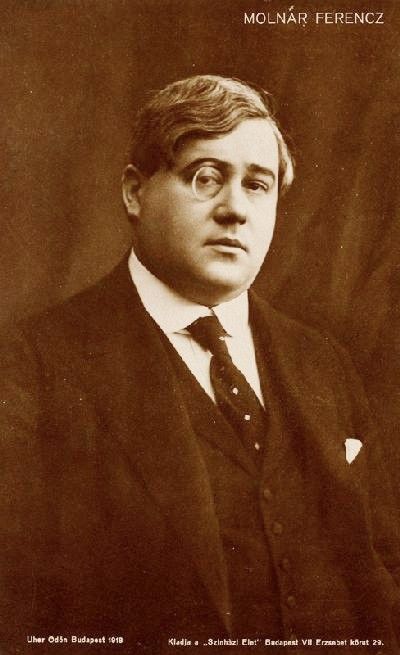
Ferenc Molnár (1918)

1917 schrieb er einige Stücke, darunter Farsang („Karneval“), Úridivat („Herrenmoden“) und zwei Bände mit Humoresken. Zudem begann er seinen großen Roman Andor zu schreiben, der 1918 veröffentlicht wurde. Auch während der Revolution von 1918 arbeitete Molnár als Journalist, vermied es aber, in die Politik hineingezogen zu werden.
Molnárs erstes Drama nach dem Krieg entstand 1920: A hattyú („Der Schwan“), eine Satire über das Königshaus und die Albernheiten des im Verschwinden befindenden höfischen Lebens. Noch im selben Jahr eroberte es alle großen europäischen Bühnen. Der finanzielle Erfolg von Der Schwan erlaubte es Molnár nun, mit neuen dramatischen Techniken zu spielen. In den folgenden vier Jahren schrieb er sechs Dramen.
1922 führte die zehn Jahre andauernde stürmische Liebesaffäre mit Ungarns Primadonna Sári Fedak zur vielbeachteten Hochzeit. Wieder waren es zwei Stars, die sich verbanden, und erneut versuchte der eine den anderen in den Schatten zu stellen. Die tratschsüchtigen Kolumnisten der Zeitungen berichteten ausführlich über die heftigen verbalen und Kämpfe anderer Art im Hause Molnár. Die Erinnerung an seine erste Ehe quälte ihn. Während die Öffentlichkeit sich noch immer an seinem stürmischen Leben weidete, mied ihn die literarische Elite und begann, ihren einstigen Liebling anzugreifen.
Während der 1920er Jahre galt Molnár international als einer der talentiertesten zeitgenössischen Dramatiker, während er in Ungarn seiner langen und unbestrittenen Dominanz auf der Bühne Tribut zollen musste. Seine Kaffeehausgesellschaft begann zu schwinden, und die lokalen Kritiker rühmten ihn nicht länger vorbehaltlos. In den 1920er und 1930er Jahren schrieb er zahlreiche zwischen Traum und Wirklichkeit angesiedelte Boulevardstücke, die oft Liebesbeziehungen und Alltagsszenen in psychologisierender oder auch zynischer Form auf die Bühne brachten und durch ihren eleganten und in einem kosmopolitischen Stil seinen Ruf als führender Bühnenautor seiner Zeit festigten.
Nach 1920 verbrachte Molnár immer weniger Zeit in Budapest. Die Ressentiments der dortigen literarischen Zirkel über seinen Treuebruch verbanden sich mit Kritik an seinen kommerziellen Erfolgen, vornehmlich in den USA. Molnár wurde zunehmend isoliert. Der ernüchterte Dramatiker gab vor, seine Kritiker zu ignorieren, aber sein Fernbleiben von der Hauptstadt zog sich in die Länge. In den folgenden zwei Jahrzehnten wurde Molnár ein Weltbürger.

### Reisender
Zwischen 1920 und 1930 hatte Molnár ein so imposantes Einkommen – über eine Million US-Dollar –, dass er sich den Unterhalt seines sogenannten „Fünf-Zimmer-Apartments“ ebenso leisten konnte wie die besten Hotelsuiten in Budapest, Wien, Karlsbad, Venedig und Nizza.
Als er die Schauspielerin Sári Fedák heiratete, war er bereits mit Lili Darvas liiert, einer sechzehnjährigen Schauspielerin aus Budapest. In Launzi spielte die Darvas die Hauptrolle so gut, dass Molnár für sie „Die rote Mühle“ und „Der gläserne Pantoffel“ schrieb. Die erzürnte Fedák reagierte prompt: Um sich zu rächen, bat sie Melchior Lengyel, einen bekannten ungarischer Dramatiker, für sie ein Stück zu schreiben. Diese öffentliche Demütigung beantwortete Molnár damit, dass er sich von Fedák 1925 scheiden ließ. Die Auseinandersetzung fand eine Fortsetzung in der Emigration: Als Sári Fedák sich in den Vereinigten Staaten als Sári Fedák-Molnár lancierte, gab er Berichtigungsmitteilungen an die US-amerikanische Presse des Inhalts, dass die augenblicklich in New York gastierende Schauspielerin Sári Fedák-Molnár nicht seine Mutter sei.
1925 ging Molnár nach Wien. Wenige Monate später heiratete er Lili Darvas, die Mitglied der Theatertruppe Max Reinhardts wurde. Eine Zeit lang begleitete er seine Frau auf ihren Tourneen nach Berlin, Wien und Salzburg. 1926 präsentierte Molnár sie in Játék a kastélyban („Das Spiel im Schloss“) und Riviera. Das erstgenannte Stück stellte die Gunst Budapests für den „verlorenen Sohn“ zeitweilig wieder her. Das Stück wurde auf allen großen europäischen Bühnen gespielt und gelangte noch im selben Jahr zur Aufführung am Broadway.
Molnár wurde mit Ehrungen überhäuft. 1927, nach der Pariser Premiere von „Der Schwan“, wurde er mit dem Kreuz der Ehrenlegion ausgezeichnet. Danach wurde ihm in den USA ein heldenhafter Empfang bereitet. Nach seiner Ankunft in New York bestürmten Theaterdirektoren und Verleger das Paar mit Angeboten und Einladungen. Sie wurden von Präsident Calvin Coolidge im Weißen Haus empfangen; Molnárs 50. Geburtstag wurde mit großem Aufwand am Broadway gefeiert. Bevor er Amerika wieder verließ, nahm Molnár das Angebot an, Mitarbeiter des Magazins Vanity Fair zu werden.
Nach Rückkehr nach Budapest im Jahr 1928 schrieb Molnár das Stück Olympia – Darvas spielte die Titelrolle in Berlin 1928 – sowie einen Band Sketche und beaufsichtigte die Herausgabe seiner „Gesammelten Werke“ in Ungarn. Ihnen folgte eine englischsprachige Ausgabe, 1929 in New York erschienen.
Während er durch Europa reiste, mit Königen und Präsidenten verkehrte, gemeinsam mit Bühnenstars Partys feierte und in den Casinos an der Riviera spielte, fand Molnár zwischen 1929 und 1932 noch Zeit, jährlich ein Drama zu schreiben. Die langen Trennungsphasen, bedingt durch die ebenfalls rege Reisetätigkeit seiner Frau, beeinträchtigten die Beziehung. Molnár wollte eine verlässliche Partnerin, die immer für ihn da war und für seine geistigen und körperlichen Bedürfnisse sorgte. Die Darvas konnte dieser Rolle nicht entsprechen. Also trennten sie sich freundschaftlich, blieben aber verheiratet und bis zu seinem Tod befreundet.
1932 lernte Molnár Wanda Bartha kennen, eine junge, gebildete (und geschiedene) Ungarin. Sie wurde seine Sekretärin und Begleiterin und blieb bis zu ihrem Tod bei ihm. In den frühen 1930er Jahren voller Besorgnis und Unruhe, fand der einstige Freigeist Trost in der Bibel. Die Lektüre inspirierte ihn zu einem religiösen Drama, Csoda a hegyek között („Das Wunder in den Bergen“), das vom Leben Jesu handelte, und zu dem Roman Zenélö angyal („Musizierende Engel“). Beide wurden 1933 veröffentlicht.
Im folgenden Jahr behandelte er in Az ismeretlen lány („Mädchen von Triest oder: Das unbekannte Mädchen“) und Nagy szerelem („Große Liebe“) wieder leichtere, heiterere Themen. Molnárs Fähigkeit, jegliche Erfahrung aus dem privaten Bereich in erfolgreiche künstlerische Arbeit umzusetzen, begann abzunehmen. Seine häufig auftretenden Angstzustände und Depressionen sowie die peinigende Sehnsucht nach der Jugendzeit und vergangenem Ruhm reflektierte er in einigen eher schwachen Stücken: A zöld huszár (‚Der grüne Husar‘) und Öszi utazás (‚Herbsttag‘), die 1937 und 1939 erschienen.
1937 wohnte Molnár der Uraufführung seines neuesten Stückes Delila bei. Es war die letzte der vielen überschäumenden Premieren. Im September verließ er die ungarische Hauptstadt zum letzten Mal. Obgleich Wanda Bartha und Ferenc Molnár noch immer im Luxus lebten – vor allem in Venedig – war der Schriftsteller davon überzeugt, dass Europas Tage angesichts der wachsenden Bedrohung durch den Faschismus und durch die drückenden politischen und ökonomischen Probleme gezählt seien. Die Ereignisse hatten seinen Optimismus erschüttert. In diesen Jahren lebte er wie ein Einsiedler.

### Exilant, 1937–1952
1937 floh Molnár vor den Nationalsozialisten zunächst in die Schweiz, wo er sich in Genf häufig mit Emmerich Kálmán traf. Als 1939 der Zweite Weltkrieg begonnen wurde, war Molnár bereit, Europa den Rücken zu kehren. Am 31. Dezember verließ er Genf und schiffte sich nach New York ein. Dort kam er am 12. Januar 1940 an. Er wurde von seiner dritten Frau, der Schauspielerin Lili Darvas, Gilbert Miller und ungarischen Freunden empfangen. Das Apartment Nr. 835 im „Plaza Hotel“ wurde sein letzter Aufenthaltsort. In New York schrieb er trotz schwerer Depressionen Filmdrehbücher und Theaterstücke. 1949 wurde am Broadway sein Stück Panoptikum aufgeführt.
Sich an die Neue Welt anzupassen, war keine leichte Aufgabe für den alternden Autor, der kein Englisch sprach. Das hektische Tempo New Yorks und das Neue seiner Wahlheimat hatten jedoch eine verjüngende Wirkung auf ihn. Schon bald nach seiner Ankunft war er wieder am Schreibtisch und beendete die Komödie A cukrászné („Eine delikate Geschichte“), eine Reminiszenz an seine einstigen leichten Possen. Noch 1940 wurde sie am Broadway aufgeführt. Mit Hilfe seiner ergebenen Sekretärin Wanda, die sich ihm im Mai angeschlossen hatte, begann er, seine frühen Texte zu überarbeiten und umzuschreiben, lernte zudem Englisch und lud gelegentlich Mitglieder der Emigrantengruppe ein. Bei einem Gespräch mit Friedrich Torberg über die Schwierigkeiten, sich in einer fremden Sprache korrekt auszudrücken und daher lieber etwas sprachlich Richtiges als das ursprünglich Gewollte zu schreiben, sagte er „Es ist sehr traurig. Ich habe oft mitten im Satz meine Weltanschauung ändern müssen.“
1941 besuchte Molnár Hollywood. Er kehrte von dort zurück mit einer Fülle von neuen Ideen und Vertragsversprechungen. Sein neues Stück, A király szolgálólánya („Die Dienerin des Königs“), eine pathetische, religiöse Tragödie, wurde ein Misserfolg. Aber die zeitweiligen Rückschläge spornten den Autor mehr an, als dass sie ihn entmutigten. In fieberhafter Geschwindigkeit – in weniger als zwei Jahren – vervollständigte er eine sentimentale Jugendgeschichte, Kékszemü („Mit blauen Augen“) und drei Schauspiele: A császár („Der Kaiser“), zwei Varianten von „Panoptikum“ („Wachsarbeiten“) und …Or Not To Be („…oder Nichtsein“). Das letztgenannte wurde nie ins Ungarische übertragen. Molnár schrieb diese Texte auf Ungarisch, übersetzte sie dann in holpriges Englisch, das Wanda Bartha und andere Freunde für die endgültigen Fassungen glätteten. Nach 1941 stammten alle letzten Textfassungen zumeist von Molnár selbst.
1943 erlitt er einen schweren Herzanfall, der ihn eine lange Zeit arbeitsunfähig machte. Der arbeitssüchtige Dramatiker musste beinahe ein Jahr mit der Arbeit aussetzen. Das Kriegsende feierte Molnár mit der Veröffentlichung seines neuen Romans, Isten veled szivem („Auf Wiedersehen mein Liebling“) und der englischsprachigen Ausgabe von The Captain of St. Margaret’s („Der Kapitän der Heiligen Margarete“), eine überarbeitete, verlängerte Fassung einer frühen Kurzgeschichte The Steam Pillar („Die Dampfsäule“). Zu dieser Zeit erfuhr der Autor nach und nach vom tragischen Schicksal von hunderten seiner jüdischen Freunde und Kollegen in der Shoa, was bei ihm zu vermehrten Depressionen führte. Seine Persönlichkeit veränderte sich. Er wurde apathisch, mürrisch, ein Misanthrop. Als ihn 1946 die Neuigkeiten über die Aufführung von „Der Kaiser“ in Budapest erreichten, nahm er sie gleichgültig zur Kenntnis. 
Im folgenden Jahr nahm sich Wanda Bartha das Leben. Vermutlich hatte das Grübeln über den Verlust ihrer Familie, insbesondere der ihres Lieblingsbruders, der von den Nationalsozialisten ermordet worden war, ihr geistiges Gleichgewicht zerstört; vielleicht trug aber auch die häufig grausame Einstellung des veränderten Molnár zu ihrem Entschluss bei. Ihr Suizid vernichtete den Schriftsteller. Wochenlang war er in einem schockähnlichen Zustand. Er erholte sich nie mehr richtig von diesem Verlust. „Wanda starb – mein einziges Licht ging aus – am 27. oder 28. August in New York … Nun gibt es keine Hoffnung mehr im Leben! Wanda machte den Gedanken an meinen Tod, der mich immer mit Grauen erfüllt hatte, erträglich für mich.“
Entschlossen, eine dauernde Huldigung zu ihrem Gedenken zu verfassen, begann der Schriftsteller sein tragischstes Werk, Companion in Exile („Gefährtin im Exil“), eine Zusammenstellung autobiographischer Aufzeichnungen, die das hingebungsvolle Aufopfern der Freundin und die glückliche Zeit, die sie zusammen verbracht hatten, in Erinnerung rief. Das Buch enthielt auch Notizen, die Wanda täglich über Jahre gemacht hatte. Der Band wurde nur mit höflicher Zurückhaltung aufgenommen. Bald nach ihrem Tod vermachte Molnár alle seine Manuskripte und gebundenen Sammelmappen, welche die ausgeschnittenen Presseartikel über ihn enthielten, die Wanda aufgehoben hatte, der New Yorker Stadtbibliothek „in Erinnerung vom geliebten Freund und literarischen Ratgeber“. Über seinen Verlust klagte er auch gegenüber seiner Frau, der Darvas, eine der wenigen Menschen, die er gelegentlich zu sehen wünschte.
Sich selbst disziplinierend, suchte Molnár Trost in harter Arbeit zu finden, Arbeit um der Arbeit willen, nicht wegen Anerkennung oder Erfolg. „Es gibt nur einen Trost auf der Welt und der ist Arbeit,“ pflegte er zu sagen. An dieser These hielt er energisch fest. Dieses gänzliche Aufgehen in Arbeit war auch ein offensichtliches Bemühen, die Selbsttäuschung aufrechtzuerhalten, dass er nicht sterben würde. Während diese späten Texte erneut seine sprühende Technik entfalteten, klangen sie dennoch oft dumpf wie verblassende Echos aus vergangener Zeit. Doch noch immer wurden Molnárs Stücke an vielen Theatern gespielt, einige für Kino oder Fernsehen verfilmt und neue Ausgaben seiner Werke geplant. Noch immer schien er gleichgültiger Verfassung und verließ in den folgenden Jahren nur selten sein Hotelzimmer. Besucher, die ihn aufzuheitern versuchten, konnten den ehemaligen Feinschmecker in einem einfachen Restaurant auf der 58. Straße treffen, in dem er zu essen pflegte. Auch diejenigen, denen Molnár gestattete, sich zu ihm zu setzen, blieben – wegen seiner schlechten Stimmung oder der Weinkrämpfe – nur kurze Zeit.
Wenn es auch um Molnárs Gesundheit nicht gut stand, schrieb er doch unaufhörlich bis zu seinem Zusammenbruch. Am 22. März hatte er einen Anfall, und nach einer misslungenen Operation starb er am 1. April 1952 im Sinar-Krankenhaus an den Folgen von Magenkrebs. „Vertieft in die Erinnerung an Budapests goldene Zeiten, suchte der ungarische Molière, wie er oft genannt wurde, hier ein Äquivalent zur Stadt seiner Jugend, konnte aber keines finden“ verkündete ein Nachruf.
Im Beisein eines Rabbiners wurde er auf dem Lindenberg-Friedhof (Linden Hill Methodist Cemetery, Queens County, New York) begraben – neben Wanda Bartha. Weil er gefürchtet hatte, die Abfassung des letzten Willens würde seinen Tod beschleunigen, starb Molnár ohne Testament. Er hinterließ mehrere Manuskripte und unfertige Texte sowie viel Geld. Im traurigen Gegensatz zu seinem farbigen Leben, war die Beerdigung trist. An ihr nahmen lediglich seine Frau und einige Freunde teil. S. N. Behrmann bemerkte: „Er hatte die Haltung eines Mannes, dem es ungeachtet der Kriege, Verfolgungen und drängenden persönlichen Triebe, darunter das fast zerstörerische Zwiegespaltensein, zwischen dem Drang, zu leiden und dem Drang anderen Leiden aufzuerlegen, gelungen war, sein Leben im großen und ganzen so zu führen, wie er es sich gewünscht hatte.“ Im Namen aller Frauen, die Molnár geliebt hatte, entbot Lili Darvas ihm den Abschiedsgruß mit einem Zitat: „Liliom, schlaf mein Junge, schlaf!“

## Chronologie
- 1878: Geboren am 12. Januar in Budapest, als zweiter Sohn des Arztes Mor Neumann und Jozefa Wallfisch.
- 1887–1895: Besuch des Gymnasiums in Budapest
- 1895–1896: Studium der Rechtswissenschaften in Budapest und Genf; Reisen nach Paris; erste journalistische Tätigkeiten; kehrt nach Budapest zurück; ändert seinen Namen in Molnár.
- 1898: Tod der Mutter; Reisen in Europa; Veröffentlichung der ersten Novellensammlung „Magdolna“.
- 1902: Uraufführung seines ersten Stückes „A doktor úr“ (Der Herr Verteidiger) in Budapest.
- 1906: Arbeitet für die Zeitung „Budapest Napló“; heiratet die Tochter des Herausgebers, Margit Veszi.
- 1907: Geburt der Tochter Marta; Veröffentlichung von „Die Jungen von der Paulstraße“; Uraufführung von „Der Teufel“ in Budapest.
- 1908: Tod des Vaters; „Der Teufel“ wird in mehreren Städten Europas und in New York gespielt; Mitglied der Petöfi Gesellschaft.
- 1909: Uraufführung und Misserfolg von „Liliom“ in Budapest; lange Krankheit.
- 1910: Scheidung von Margit Veszi; Uraufführung von „Der Leibgardist“ in Budapest.
- 1911: Missglückter Suizidversuch; Genesung in Österreich. Mitglied der Kisfaludy-Gesellschaft für Literatur.
- 1912: Uraufführung von „Das Märchen vom Wolf“ in Budapest, 2 Jahre später in New York. Herausgabe von zwei Erzählsammelbänden.
- 1914–1915: Kriegsberichterstatter an der galizischen Front.
- 1916: Das Stück „Die Weiße Wolke“ erhält die Auszeichnung „Academy’s Voinits Award“. Veröffentlichung des Kriegstagebuchs und einem Essay-Sammelband; erhält den Franz Joseph Orden.
- 1917: Uraufführung von „Herrenmode“ und „Fasching“.
- 1920: Uraufführung von „Der Schwan“
- 1922: Premiere von „Liliom“ in New York.
- 1922: Heirat mit der berühmten Tänzerin Sári Fedák; Uraufführung von „Die himmlische und die irdische Liebe“ in Budapest. Premiere „Herrenmode“ in New York.
- 1924: Scheidung von Sari Fedak; Uraufführung von „Der gläserne Pantoffel“.
- 1926: Heirat mit der Schauspielerin Lili Darvas; Uraufführung von „Das Spiel im Schloß“ in Budapest und Premiere in New York.
- 1927: Erhält die Auszeichnung der französischen Fremdenlegion nach der Premiere „Der Schwan“ in Paris. Erste Reise in die USA im Dezember; Präsident Coolidge empfängt Molnár im Weißen Haus.
- 1928: Gesamtausgabe in 20 Bänden erscheint in Budapest; Uraufführung von „Olympia“.
- 1929: Uraufführung von „Eins nach dem andern“; Englische Ausgabe einer Auswahl seiner Stücke „The plays of Ferenc Molnar“ erscheint.
- 1932: Begegnung mit Wanda Bartha; Arbeit in Europa; Uraufführung von „Harmonie“ und „Arthur“ in Budapest; Wiederaufnahme von „Liliom“ und „Die Fee“ in New York.
- 1934–1936: Reisen in Europa mit Wanda Bartha. 4 neue Stücke in Budapest uraufgeführt.
- 1937: Uraufführung „Delilah“; verlässt Budapest endgültig.
- 1940: Ankunft in New York am 12. Januar; zieht in das Hotel Plaza, wo er bis zu seinem Tode wohnen bleibt. Uraufführung von „Die Zuckerbäckerin“ in New York.
- 1943: Herzinfarkt.
- 1945: Veröffentlichung von „Lebwohl, mein Herz“ und „The Captain of St. Margaret’s“ (Memoiren in 25 Kapiteln) in New York.
- 1947: wird amerikanischer Staatsbürger; Wanda Bartha begeht Selbstmord.
- 1948: lehnt die Einladung nach Ungarn zur Feier seines 70. Geburtstages ab.
- 1950: Veröffentlichung von „Gefährtin im Exil“ und „Geschichten für zwei“.
- 1952: stirbt am 1. April an Krebs. Veröffentlichung des Sammelbandes „Romantische Komödien“.
- 1955: Sari Fedak stirbt in Budapest.
- 1961: Margit Veszi suizidiert sich in Spanien.
- 1974: Lili Darvas stirbt in New York.

## Werke
Bis 1940 erschienen Molnárs Werke zuerst auf Ungarisch und etwas später in deutscher Übersetzung. Ab 1940 erschienen seine Werke zuerst auf Englisch. Das für die Bühnenwerke angegebene Jahr bezieht sich auf die Uraufführung (auf Ungarisch, Deutsch oder Englisch).

### Bühnenwerke
- A Doktor úr. (dt. Der Herr Verteidiger.  1902)
- Józsi. (1904)
- Az ördög. (dt. Der Teufel.  1907)
- Liliom. (1909)
- A Testőr. (dt. Der Leibgardist.  1910)
- A Farkas. (dt. Das Märchen vom Wolf.  1912)
- Úri divat. (dt. Das Lamm oder Herrenmode.  1916)
- Farsang. (dt. Fasching oder Diamant.  1916)
- A hattyú. (dt. Der Schwan.  1920)
- Színház. (dt. Theater.  1921) – besteht aus Vorspiel zu König Lear, Das Veilchen und Feldmarschall.
- A vörös malom. (dt. Die rote Mühle.  1923)
- Az üvegcipő. (dt. Der gläserne Pantoffel.  1924)
- Játék a kastélyban. (dt. Spiel im Schloss.  1926)
- Riviera. (1926)
- Olimpia. (dt. Olympia.  1928)
- Egy, kettő, három. (dt. Eins, Zwei, Drei.  1929)
- A jó tündér. (dt. Die Fee.  1930)
- Valaki. (dt. Jemand.  1931), später neu bearbeitet als Arthur. (1949)
- Harmónia. (dt. Harmonie.  1932)
- Nagy szerelem. (dt. Große Liebe.  1935)
- Delila. (1937)
- Panoptikum. (1949)

Außerdem zahlreiche Einakter und Szenen.

### Prosa
- Az éhes város. (dt. Die hungrige Stadt.  Erzählung, 1901)
- Muzsika. (dt. Musik.  Erzählungen, 1908)
- Egy gazdátlan csónak története. (dt. Ein herrenloser Kahn.  Roman, 1909)
- A Pál utcai fiúk. (dt. Die Jungen von der Paulstraße.  Roman, 1910)
- Egy haditudósitó naplója. (dt. Memoiren eines Kriegsberichterstatters.  1916)
- Útitárs a száműzetésben – Jegyzetek egy önéletrajzhoz. (dt. Gefährtin im Exil – Aufzeichnungen für eine Autobiografie.  1950)

### Deutschsprachige Ausgaben der Romane und Erzählungen
- 1909: Ein herrenloser Kahn. Roman
- 1910: Die Jungens der Paulstraße, ein Roman für kleine und große Studenten.
- 1912: Die Panflöte, 15 Skizzen.
- 1912: Gefangene, Roman in Fortsetzungen.
- 1913: Buben und Mädel. Dialoge
- 1913: Fräulein Jourfix. Roman
- 1913: Des Zuckerbäckers goldene Krone. Novellen
- 1916: Kriegsfahrten eines Ungarn. Kriegsberichte
- 1917: Das Bergwerk. Roman
- 1922: Die Diebin. Kriminalroman
- 1923: Die Ananas und andere Erzählungen.
- 1927: Die Dampfsäule. Novelle
- 1933: Der musizierende Engel, Roman einer jungen Liebe.
- 1937: Der grüne Husar. Roman
- 1950: Lebwohl, mein Herz. Roman
- 1953: Gefährtin im Exil, Aufzeichnungen für eine Autobiographie.
- 1972: Die Erfindung des Milchkaffees. Kurzgeschichten
- o. J. Eine Herbstreise. Manuskript zu einem Roman
- 1981: Die Dampfsäule. Erzählungen (DDR, übersetzt von Vera Thies)
- 1985: Die grüne Fliege. Erzählungen (siehe Die Dampfsäule.)

### Theaterstücke in deutscher Übersetzung
- 1908:  Der Teufel. Spiel in drei Aufzügen
- 1910: Der Herr Verteidiger.  Groteske in drei Akten
- 1911: Der Leibgardist. Komödie in drei Aufzügen[6]
- 1912: Liliom. Vorstadtlegende in sieben Bildern und einem szenischen Prolog
- 1912: Das Märchen vom Wolf. Ein Spiel in vier Bildern
- 1913: Der Gardeoffizier. (Der Leibgardist), Komödie in drei Aufzügen
- 1917: Fasching. Ein Spiel in drei Aufzügen
- 1917: Herrenmode. Komödie in drei Akten
- 1921: Der Schwan. Ein Spiel in drei Akten
- 1921: Das Veilchen.
- 1922: Theater. Enthält zwei Einakter: Vorspiel zum König Lear. und Feldmarschall
- 1922: Die Himmlische und die irdische Liebe.
- 1925: Die rote Mühle. Ein Spiel in achtzehn Bildern
- 1926: Der gläserne Pantoffel. Lustspiel in drei Aufzügen
- 1926: Riviera. Spiel in zwei Akten
- 1926: Spiel im Schloß. Anekdote in drei Akten
- 1928: Stilleben. Spiel in einem Akt
- 1929: Eins, Zwei, Drei. Karikatur in einem Akt
- 1929: Souper. Spiel in einem Akt
- 1930: Olympia. Eine österreichisch-ungarische Gesellschaftskomödie in drei Akten
- 1931: Die Fee. Komödie in drei Akten und einem Epilog (1957 von Georg Kreisler fürs Fernsehen bearbeitet).
- 1931: Jemand. Lustspiel in drei Akten
- 1935: Große Liebe. Lustspiel in drei Akten (sechs Bildern)
- 1935: Das unbekannte Mädchen. Drama
- 1936: Die Jungens von der Paulstraße. Schauspiel in drei Akten, nach dem Roman Die Jungen von der Paulstraße.
- 1937: Delila. Lustspiel in drei Akten
- 1942: Panoptikum. Ein Spiel in einem Vorspiel und zwei Akten
- 1946: Arthur.  Drei Akte
- o. J. Harmonie. Ein Familienidyll mit Chorgesang in drei Akten
- o. J. Hochzeit. Spiel in einem Akt
- o. J. Geschichten zu zweit.
- o. J. Die Zuckerbäckerin. Komödie in fünf Bildern

## Wirkungsgeschichte
Viele Theaterstücke Molnárs wurden in den USA und in Europa neu bearbeitet und verfilmt. Eine Auswahl:
- Bühne:
  - Carousel. Musical von Richard Rodgers und Oscar Hammerstein II nach Liliom
  - The Play’s the Thing. Bearbeitung von Játék a kastélyban. von P. G. Wodehouse
  - Rough Crossing. Theaterstück von Tom Stoppard nach Játék a kastélyban
- Film:
  - A testör. / Der Leibgardist (Ungarn 1918) Stummfilm von Sándor Antalffy/Alex von Antalffy, mit A.v.Antalffy
  - Liliom. (Ungarn 1919) von Michael Kertesz, Stummfilm (unvollendete, letzte Arbeit Curtiz’ in Ungarn), mit Gyula Csortos, Ica von Lenkeffy, Nusi Somogyi, Lajos Réthey, Jeno Viragh, Aladár Sarkadi
  - The Devil. (nach Der Teufel) (USA 1921) Stummfilm von James Young mit dem ersten Filmauftritt von George Arliss in der Titelrolle
  - A Trip to Paradise. (nach Liliom.  Adaption: Benjamin Glazer) (USA 1921) von Maxwell Karger, Stummfilm mit Bert Lytell, Virginia Valli, Brinsley Shaw, Eunice Murdock Moore, Victory Bateman, Eva Gordon
  - A Pál utcai fiúk. (Die Jungen von der Paulstraße) von Béla Balogh (1929)
  - One Romantic Night. (nach A hattyú) (1930)
  - Liliom. (USA 1930) von Frank Borzage, mit Charles Farrell und Rose Hobart, H. B. Warner, Estelle Taylor, Lee Tracy
  - The Guardsman. (USA 1931), mit Alfred Lunt und Lynn Fontanne, Roland Young, Zasu Pitts
  - Liliom. (Frankreich/Deutschland 1934) von Fritz Lang, mit Charles Boyer, Madeleine Ozeray, Florelle, Pierre Alcover, Rosa Valetti, Antonin Artaud in einer Nebenrolle als Scherenschleifer (Eine Produktion von Erich Pommer)
  - No Greater Glory. von (Frank Borzage) (1934) nach A Pál utcai fiúk. (Die Jungen von der Paulstraße)
  - I ragazzi della via Paal. (Alberto Mondadori und Mario Monicelli) (1935) (nach Die Jungen von der Paulstraße)
  - The Good Fairy.  Film von William Wyler nach A jó tündér. (1935)
  - I'll be Yours.  Film von William A. Seiter nach A jó tündér. (1947), mit Deanna Durbin
  - The Swan. (Der Schwan) nach A hattyú. von Charles Vidor (1956)
  - Carousel.  Musical-Film von Henry King nach Liliom. (1956)
  - A Breath of Scandal. (dt.: Prinzessin Olympia) von Michael Curtiz nach Olimpia. (1960)
  - One, Two, Three. von Billy Wilder nach Egy, kettő, három. (1961)
  - A Pál utcai fiúk. (Die Jungen von der Paulstraße) von Zoltán Fábri (1969)
  - Die Fee. Fernsehfilm mit Christiane Hörbiger nach A jó tündér. (1969)
  - I ragazzi della via Paal. (Die Jungen von der Paulstraße) von Maurizio Zaccaro (2003)
- Radio:
  - The Guardsman. Hörspielbearbeitung von A Testőr. von Arthur Miller

Im kommunistischen Ungarn war die Aufführung von Molnárs Werken verboten. Seit 1989 erlebt er jedoch dort eine Renaissance. Zahlreiche ungarische Theater haben teilweise mehrere seiner Stücke im Spielplan.